# Черемисин, Василий Алексеевич
Васи́лий Алексе́евич Череми́син (26 апреля [8 мая] 1892, Комария, Пермская губерния — 27 марта [9 апреля] 1917, Лопушаны, Цислейтания) — полный кавалер Георгиевского креста, участник Первой мировой войны. Подпоручик (на надгробном памятнике поручик) 16-го Финляндского стрелкового полка.

## Биография
Василий Черемисин родился 26 апреля (8 мая) 1892 года в крестьянской семье в деревне Камария (Комария) Барневской волости Шадринского уезда Пермской губернии, ныне деревня Комария входит в Шадринский муниципальный округ Курганской области.
В августе 1914 года по мобилизации зачислен в 16-й Финляндский стрелковый полк и прибыл на фронт в чине младшего унтер-офицера. Полк входил в состав 4-й Финляндской стрелковой бригады 22-го армейского корпуса Северо-Западного фронта.
13 (26) января 1915 года корпус направлен на Юго-Западный фронт в состав 8-й армии. В начале 1915 году Черемисину присвоено звание унтер-офицера. 6 (19) февраля 1915 года успешно командуя взводом, получил Георгиевский крест IV степени. 
С июля 1915 года дивизия действует в составе 5-го Кавказского армейского корпуса 10-й армии Северо-Западного фронта. 27 июля (9 августа)  1915 года за взятие плацдарма у реки Бут (или Буг) его наградили Георгиевским крестом III степени. В августе этого же года он стал фельдфебелем и назначен командиром полуроты. В боях на реке Неман за проявленное мужество был представлен к Георгиевскому кресту II степени и назначен командовать ротой. Во время боев 12 (25) августа 1915 года Черемисин был контужен, но его рота позиций противнику не сдала, чем обеспечила общий успех наступления.
В. А. Черемисин получил Золотой крест с бантом I степени за то, что в бою 2 (15) сентября 1915 года у д. Медведзишки (лит. Medviediškės (Zujūnai)), командуя полуротой и находясь на передовом пункте, удержал этот пункт за собой и отбил неприятельскую атаку более двух рот.
Таким образом, в сентябре 1915 года В. А. Черемисин стал полным Георгиевским кавалером.
21 октября (3 ноября)  1915 года корпус направлен на пополнения 7-й армии Юго-Западного фронта.
6 (19) февраля 1916 года Черемисину присвоили звание подпрапорщика и назначили командиром первого батальона разведчиков 16-го Финляндского стрелкового полка. 
В апреле 1916 года переформированная дивизия прикомандирована к 8-му армейскому корпусу 8-й армии Юго-Западного фронта. За результативные рейды в тылы противника 4 (17) мая 1916 года Черемисину присвоен первый офицерский чин прапорщика. 
К августу 1916 года дивизия вошла в состав 26-го армейского корпуса 3-й армии Западного фронта. 4 (17) сентября 1916 года дивизия с 26-м армейским корпусом выбыла в Особую армию Юго-Западного фронта.
В начале 1917 года Черемисин был в отпуске дома.
В марте 1917 года позиции 16-го Финляндского стрелкового полка находились в районе деревни Лопушаны округа Зборов Королевства Галиции и Лодомерии с Великим княжеством Краковским и княжествами Освенцима и Затора Австро-Венгерской империи, ныне село Лопушаны входит в Зборовскую городскую общину Тернопольского района Тернопольской области Украины.
27 марта (9 апреля) 1917 года с 11 до 14 часов дня противник обстреливал батареи, расположенные вблизи деревни Лопушаны и саму деревню из гаубиц и лёгких орудий. Несколько снарядов было выпущено по расположению штаба полка. Осколком снаряда ранило и тяжело контузило подпоручика Черемисина, не приходя в сознание он скончался. Потери полка за этот день составили 1 человек убитыми.
Василий Алексеевич Черемисин, как полный Георгиевский кавалер, согласно статусу награды, был перевезён с Галицийского фронта в город Шадринск и со всеми почестями похоронен на Воскресенском кладбище Шадринска около церкви. На надгробном памятнике написано: «Подъ симъ памятникомъ покоится тѣло раба Божія крестьянина д. Камаріи Барневской вол. Василіѧ Алексѣевича Черемисина. Родился 1892 года 26 апреля скончался 1917 года 27 марта. Поручикъ 16 Финляндскаго стрѣлков. полка. Имѣлъ 4 степени Георгіевскихъ крестовъ, 2 Георгіевскихъ медали, Станислава 3 степени и темлякъ святой Анны. Убитъ на Галицейскомъ фронтѣ во время боя 1917 года 27 марта непріятельским снарядомъ. Ни гласа, ни звука, ни слезъ, ни привѣта ни слышим мы здесь отъ милаго сына. Онъ спитъ непробудно въ могилѣ сырой закрывши себя доской гробовой». На цоколе обелиска высечено знамя с раскрытой псалтырью.

## Награды
- Орден Святого Станислава III степени
- Орден Святой Анны IV степени
- Георгиевский крест I степени № 3763, сентябрь 1915 года
- Георгиевский крест II степени, август 1915 года
- Георгиевский крест III степени, 27 июля (9 августа)  1915 года
- Георгиевский крест IV степени, 6 (19) февраля 1915 года
- Георгиевская медаль III степени
- Георгиевская медаль IV степени

## Память
- Улица Василия Черемисина, находится в северной части города Шадринска Курганской области.
- В 2009 году Шадринской школе-интернату № 6 присвоено имя полного Георгиевского кавалера Василия Алексеевича Черемисина[8]. Ныне ГБОУ «Губернаторская Шадринская кадетская школа — интернат».
- 4 ноября 2019 года в Шадринске открыт бронзовый памятник Герою Первой мировой войны, полному кавалеру Георгиевского креста Василию Алексеевичу Черемисину, скульптор Константин Родиславович Чернявский — 56°04′46″ с. ш. 63°37′26″ в. д.HGЯO[9][10][11].
- Мемориал при обелиске погибшим в Великой Отечественной войне, Курганская область, Шадринский муниципальный округ, деревня Комария — 56°00′57″ с. ш. 63°50′25″ в. д.HGЯO
- Упомянут на мемориальной доске в честь зауральцев — полных кавалеров Георгиевского креста, в списке 15 имён; открыта 7 мая 2014 года при храме великомученика Георгия Победоносца, Курганская область, город Курган, ул. Трактовая, 65 — 55°22′40″ с. ш. 65°23′19″ в. д.HGЯO[12]

## Семья
- Брат Пётр.